# Rider (moneta)
Il rider, cioè cavaliere, è una moneta d'oro scozzese, così detta per il cavaliere che era rappresentato al dritto.

## Storia
Giacomo III di Scozia (1460-88) introdusse due nuove monete d'oro, il rider, e l'unicorn. Il rider riprendeva i tipi del franc á cheval, battuto circa un secolo prima in Francia.
Giacomo introdusse anche una nuova moneta di biglione, il plack, dal valore di 4 penny.
Al dritto il re era raffigurato in armi, con elmo e corazza e con la spada sguainata, tenuta dietro con la punta volta in alto. La legenda era IACOBVS DEI GRATIA REX
Al rovescio una croce lunga dietro allo stemma coronato e la legenda SALVVM FAC POPVLVM TVVM DNE.
Il rider fu coniato la prima volta prima del 1476, per un peso di 78,5 grani (5,06g ca.) e con un titolo di 22 carati, inizialmente per un valore di 20 scellini, cioè una sterlina scozzese.
Nel 1488 il valore divenne di 23 scellini.
Contemporaneamente furono coniati anche l'half rider ed il quarter rider (1/2 e 1/4 rider).

### Giacomo VI
Fu coniato nuovamente nel 1594-1601 da Giacomo VI di Scozia prima di salire al trono di Inghilterra, con lo stesso peso ma con un valore di 5 sterline. Assieme fu coniato il mezzo rider.